# بطولة الأمم الست للسيدات 2002
بطولة الأمم الست للسيدات 2002 (بالفرنسية: Tournoi des Six Nations féminin 2002)‏ هو الموسم 7 من  بطولة الأمم الست للسيدات. أقيم خلال الفترة 2 فبراير 2002 وحتى 17 أبريل 2002، وفاز فيه منتخب فرنسا الوطني لاتحاد الرغبي للسيدات.